# Клишева
Кли́шева — деревня в Раменском муниципальном округе Московской области. Входил в состав сельского поселения Заболотьевское. Население — 1515 чел. (2010).

## Название
Название связано с Клиша, разговорной формой личного имени Климент.

## География

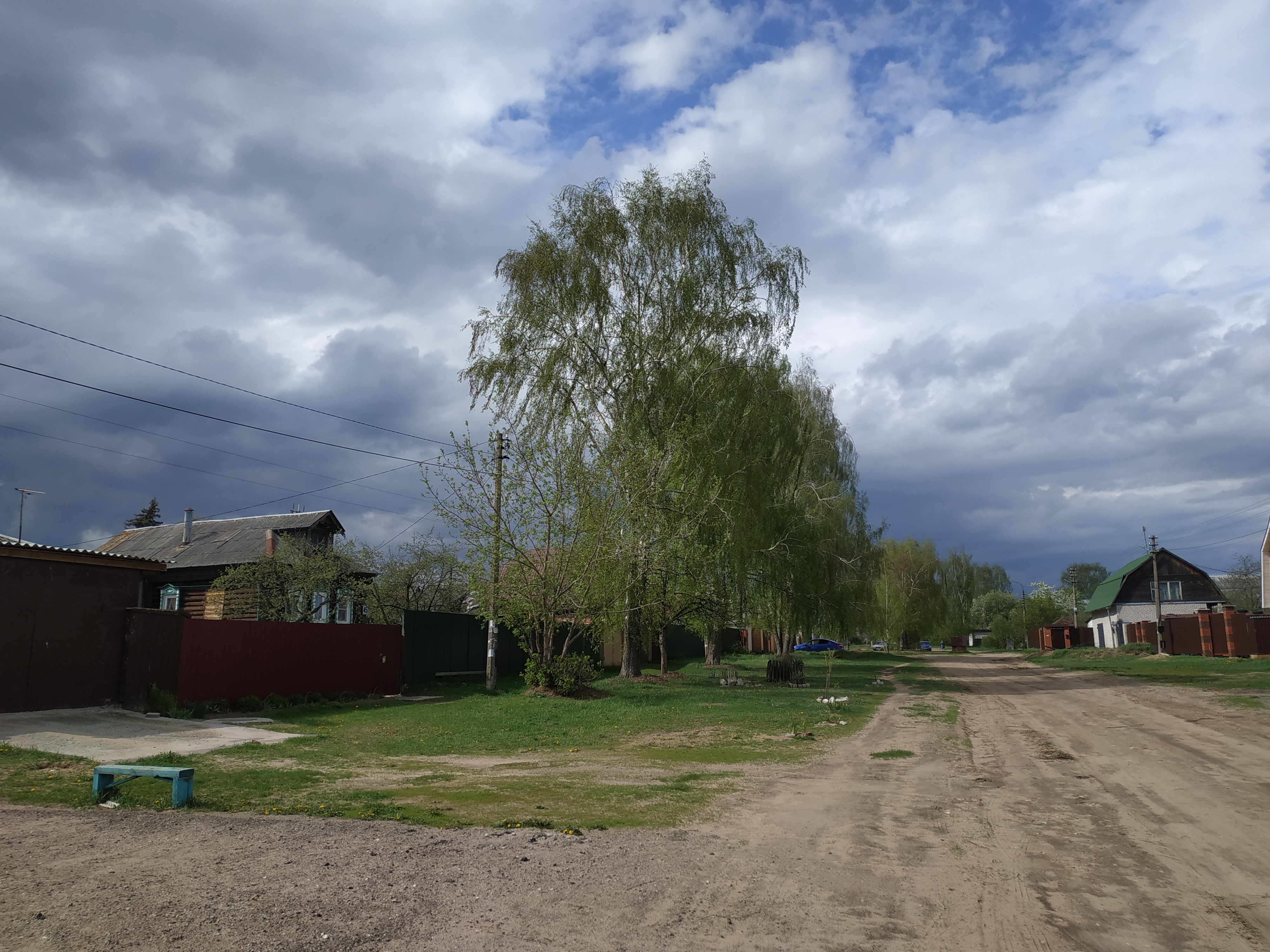
Главная улица

Деревня Клишева расположена в центральной части Раменского района, примыкает к городу Раменское с юго-восточной стороны. Высота над уровнем моря 123 м. Рядом с деревней протекает река Чернавка. В деревне 16 улиц — 8 Марта, Весенняя, Ипподромная, Красная,Дружбы, Майская, Медовая, Молодёжная, Огородная, Озёрная, Октябрьская, Северная, Центральная, Школьная, Южная и переулок Октябрьский. Ближайший населённый пункт — город Раменское. Также включает в себя коттеджный посёлок Вишнёвый сад  

## История
В 1926 году деревня являлась центром Клишевского сельсовета Раменской волости Бронницкого уезда Московской губернии.
С 1929 года — населённый пункт в составе Раменского района Московского округа Московской области.

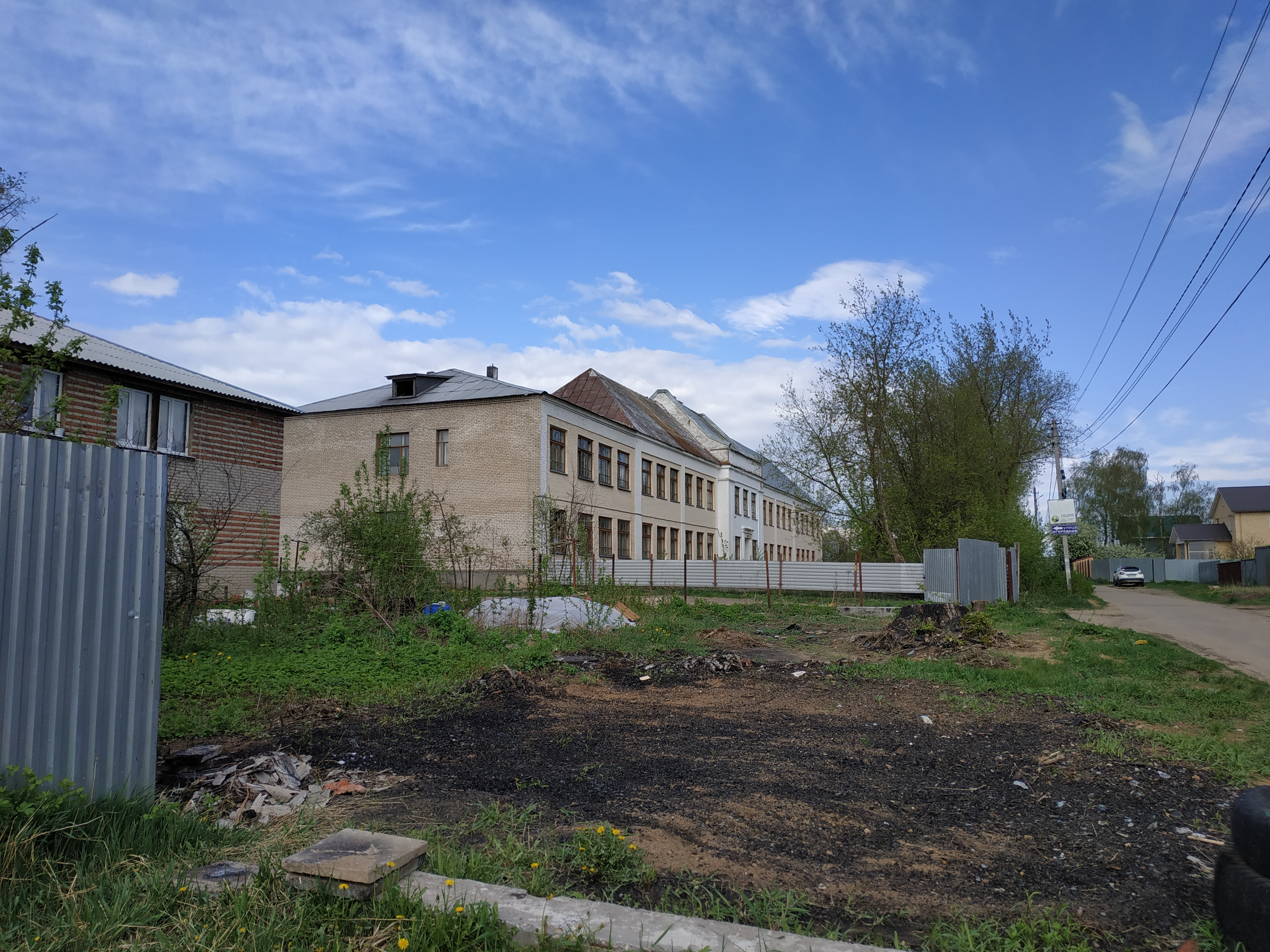
Законсервированное здание школы. Вместо неё используется новое здание в посёлке совхоза Раменское.

До муниципальной реформы 2006 года деревня входила в состав Заболотьевского сельского округа Раменского района.

## Население
| 1926 | 2002  | 2010  |
| ---- | ----- | ----- |
| 1769 | ↘1246 | ↗1515 |

В 1926 году в деревне проживало 1769 человек (801 мужчина, 968 женщин), насчитывалось 299 хозяйств, из которых 266 было крестьянских. По переписи 2002 года — 1246 человек (578 мужчин, 668 женщин).

## Известные уроженцы
- Архарова, Людмила Дмитриевна (1949—2012) — советская и российская актриса кино и театра.
- Круглова, Клавдия Егоровна (1908—1986) — Герой Социалистического Труда.